# Tomasz Dołęgowski
Tomasz Paweł Dołęgowski – polski ekonomista, dr hab. nauk ekonomicznych, profesor nadzwyczajny Instytutu Międzynarodowej Polityki Gospodarczej Kolegium Gospodarki Światowej Szkoły Głównej Handlowej w Warszawie.

## Życiorys
W 1984 r. ukończył studia na Wydziale Handlu Zagranicznego SGPiS (SGH), 5 stycznia 1994 obronił pracę doktorską Rola współpracy międzynarodowej w rozwoju transportu wobec procesów integracyjnych i globalizacji przedsiębiorstwa (ze szczególnym uwzględnieniem krajów rozwijających się), 24 marca 2003 uzyskał stopień doktora habilitowanego.
Objął funkcję profesora nadzwyczajnego w Instytucie Międzynarodowej Polityki Gospodarczej Kolegium Gospodarki Światowej Szkoły Głównej Handlowej w Warszawie.
W 2015 r. został fundatorem Fundacji Instrat, progresywnego think-tanku zajmującego się doradztwem w zakresie polityk publicznych.
Jest prodziekanem w Kolegium Gospodarki Światowej Szkoły Głównej Handlowej w Warszawie. Odznaczony Srebrnym Krzyżem Zasługi za działalność na rzecz rozwoju nauki przez Prezydenta Polski.
Od początku lat 2000. promuje wykorzystanie debat w edukacji akademickiej, w szczególności debat oksfordzkich oraz debat Lincoln-Douglas.